# Herb Człopy
Herb Człopy – jeden z symboli miasta Człopa i gminy Człopa w postaci herbu.

## Wygląd i symbolika
Herb przedstawia na tarczy typu hiszpańskiego o polu czerwonym trzy srebrne sześcioramienne gwiazdy, złotą koronę nad nimi oraz srebrny półksiężyc u dołu.

## Historia
Herb miasta Człopy, a w szczególności jego pochodzenie nie jest jasne. W herbie znajduje się ćwiartka księżyca, która ma symbolizować pokonanych Turków, a korona i gwiazdy oznacza zwycięstwo nad nimi. Za panowania Zygmunta II Wazy organizowana była wyprawa przeciwko Turkom, w której to uczestniczyli przedstawiciele znanego rodu. Po udanej wyprawie zakończonej zwycięstwem niektóre rody szlacheckie wzięły do swojego herbu te właśnie symbole. Jak to się ma do herbu miasta Człopy tego nie wiadomo. Pierwsze wzmianki o herbie tego miasta znaleziono w zapisach z roku 1601, co nie wyklucza wcześniejszego powstania. Jak wiadomo we wcześniejszej wersji herbu Człopy znajdowały się trzy litery A F S. Wzięły się od imienia księcia Antoniego Sułkowskiego do którego należały te ziemie po roku 1768.